# Comuna Jukiv, Zolociv
Jukiv (în ucraineană Жуків) este o comună în raionul Zolociv, regiunea Liov, Ucraina, formată din satele Jukiv (reședința), Kropîvna și Rozdorijne.

## Demografie
Componența lingvistică a comunei Jukiv
     Ucraineană (99,55%)
     Alte limbi (0,15%)
Conform recensământului din 2001, majoritatea populației comunei Jukiv era vorbitoare de ucraineană (99,55%), existând în minoritate și vorbitori de alte limbi.